# Omia (bướm đêm)
Omia là một chi bướm đêm thuộc họ Noctuidae.

## Loài
- Omia banghaasi Stauder, 1930
- Omia cyclopea (Graslin, 1837)
- Omia cymbalariae (Hübner, 1809)